# Sheridan (Colorado)
Sheridan es una ciudad ubicada en el condado de Arapahoe en el estado estadounidense de Colorado. En el año 2000 tenía una población de 5600 habitantes y una densidad poblacional de 965,5 personas por km².

## Geografía
Sheridan se encuentra ubicada en las coordenadas 39°38′56″N 105°1′4″O / 39.64889, -105.01778.

## Demografía
Según la Oficina del Censo en 2000 los ingresos medios por hogar en la localidad eran de $34.984, y los ingresos medios por familia eran $38.500. Los hombres tenían unos ingresos medios de $29.655 frente a los $22.500 para las mujeres. La renta per cápita para la localidad era de $16.635. Alrededor del 11,8% de la población estaban por debajo del umbral de pobreza.